# 榎木らん
榎木 らん（えのき らん、1976年7月14日 -  ）は、日本のタレント、元レースクイーン。秋田県出身。スタイルコーポレーションに所属していた。

## 来歴・人物
秋田の花屋で働いていた時にスカウトされ芸能界入り。レースクイーンとして長く活動した。
吉岡美穂、インリン・オブ・ジョイトイと共にユニット『ミイラン』としても活動していた。

## プロフィール
- 身長・・・167cm
- バスト・・・81cm
- ウエスト・・・53cm
- ヒップ・・・83cm
- 趣味・・・ドライブ、フラワーアレンジメント

## 主な活動実績
- 1998年 アビリティマリオレーシングチーム レースクイーン
- 1999年 アビリティマリオレーシングチーム レースクイーン
- 2000年 スーパー耐久イメージガール「Super Girls 2000」（他のメンバーは、北川えり、相原りな、遠藤ゆう、酒井みよ）

ほか

## 写真集
- RanForYou（デジタル写真集）
- RACEQUEEN IN HAWAII（デジタル写真集）
- RaceQueenFiles（デジタル写真集）
- RANTARO
- Rang Rang
- Just For You（2001年10月、ぶんか社、撮影：会田我路）ISBN 978-4821123940

## DVD
- ファイナルラン
- Rang Rang
- Butter Fly